# کونیپروسی
کونیپروسی (به چکی: Koněprusy) یک منطقهٔ مسکونی در جمهوری چک است که در ناحیه بروون واقع شده‌است. کونیپروسی ۶٫۰۳ کیلومتر مربع مساحت و ۲۱۸ نفر جمعیت دارد و ۳۶۸ متر بالاتر از سطح دریا واقع شده‌است.